# Natalia Gavrilitsaová
Natalia Gavrilitsaová (rumunsky Natalia Gavrilița; * 21. září 1977 Mălăiești, Grigoriopolský rajon Moldavská SSR) je moldavská ekonomka a politička z liberální strany PAS a bývalá ministryně financí, která působila od srpna 2021 do února 2023 jako premiérka Moldavska.

## Osobní život a studium
Narodila se 21. září 1977 ve vesnici Mălăiești na východním břehu Dněstru, která je po rozpadu Sovětského svazu a občanské válce součástí nikým neuznané Podněsterské republiky. V roce 2000 dokončila bakalářské studium v oboru mezinárodních vztahů na Moldavské státní univerzitě v Kišiněvě. V roce 2003 studovala s pomocí Edmund S. Muskie Graduate Fellowship Program ve Spojených státech. Má magisterský titul ve veřejné správě, který získala na Kennedy School of Government při Harvardově univerzitě. Kromě mateřské rumunštiny ovládá ruštinu, angličtinu, francouzštinu a španělštinu. Je vdaná.

## Politická kariéra
Zastávala několik pozic ve státní správě a podílela se na rozvojových projektech ve Východní Evropě, Africe a Asii. Mezi lety 2007 a 2008 stála v čele odboru pro ekonomické předpovědi a rozvojové programy na ministerstvu ekonomiky a infrastruktury. V letech 2008–2009 vedla ředitelství pro politickou koordinaci na státním kancléřství. Mezi lety 2010 a 2013 pracovala jako poradkyně v britské konzultantské společnosti Oxford Policy Management. Od roku 2013 do roku 2015 byla ředitelkou kanceláře a následně první náměstkyní ministryně školství Maii Sanduové. Mezi červnem a listopadem 2019 byla ministryní financí v kabinetu premiérky Sanduové. Po rezignaci premiéra Iona Chicua v prosinci 2020 ji v lednu 2021 nově zvolená prezidentka Sanduová navrhla na premiérský post. Sněmovna, toho času ovládaná koalicí socialistů a strany Șor, pro ni ale nehlasovala. V předčasných červencových volbách získala Strana akce a solidarita, jejíž je od roku 2020 viceprezidentkou, většinu 63 ze 101 křesel a Gavrilitsaová byla 6. srpna 2021 zvolena premiérkou. Během tiskové konference 10. února 2023 poděkovala spojencům z Evropské unie a oznámila svou rezignaci kvůli ztrátě podpory v zemi. Moldavsko se během jejího působení ve funkci potýkalo s řadou ekonomických problémů a dopadem ruské agrese na Ukrajině.

## Kritika
Historik a podporovatel sjednocení Moldavska s Rumunskem Octavian Țîcu ji kritizoval za to, že sice podporuje nezávislost Moldavska, ale sama má kromě moldavského také rumunské občanství, což označil za oportunismus.
Během volební kampaně v roce 2021 jí liberální noviny Timpul de dimineață vytkly, že se objevila v ruskojazyčném spotu, které má podporovat „moldavanství“ – negativní označení politiky Sovětského svazu, který vytvořil a podporoval moldavskou identitu na úkor rumunské.